# 和辻大輝
和辻 大輝（わつじ だいき、1999年7月3日 - ）は、大阪府八尾市出身のプロ野球選手（内野手）。右投左打。くふうハヤテベンチャーズ静岡所属。

## 経歴
八尾市立大正中学校では大阪加美ボーイズでプレーした。三重高等学校では2年生の秋より試合に出場し3年夏の県大会では決勝で負け3年間で甲子園出場はなかった。
国士舘大学 に進学し2年生の春季リーグより主に代打、一塁手として試合に出場した。2学年上に高部瑛斗、同級生に芦田丈飛,池田来翔、1学年下に荘司宏太がいた。
ジェイプロジェクトでは1年目より一塁手として試合に出場した。
ベースボール・チャレンジ・リーグ（ルートインBCリーグ）の信濃グランセローズでは初年度の2023年から主に二塁手として起用され、中軸打者となる。2年目の2024年は4番を打つこともあった。この年、チームはリーグ戦2位からプレーオフに優勝して出場したグランドチャンピオンシップで初優勝（「独立リーグ日本一」）を達成した。シーズン終了後の11月19日に「任意引退」で信濃を退団することが発表された。
前年よりウエスタンリーグに参入したくふうハヤテベンチャーズ静岡のトライアウトに参加し、2024年12月16日に入団が発表された。背番号は9で、信濃時代と同じである。

## 詳細情報

### 独立リーグでの打撃成績
2023年は一球速報.com、2024年はリーグデータサイトより。
| 年 度     | 球 団     | 試 合 | 打 席 | 打 数 | 得 点 | 安 打 | 二 塁 打 | 三 塁 打 | 本 塁 打 | 塁 打 | 打 点 | 盗 塁 | 盗 塁 死 | 犠 打 | 犠 飛 | 四 球 | 敬 遠 | 死 球 | 三 振 | 併 殺 打 | 打 率 | 出 塁 率 | 長 打 率 | O P S |
| --------- | --------- | ----- | ----- | ----- | ----- | ----- | -------- | -------- | -------- | ----- | ----- | ----- | -------- | ----- | ----- | ----- | ----- | ----- | ----- | -------- | ----- | -------- | -------- | ----- |
| 2023      | 信濃      | 63    | 276   | 247   | 40    | 80    | 13       | 6        | 5        | 120   | 42    | 5     | 0        | 3     | 3     | 19    | -     | 4     | 53    | 4        | .324  | .377     | .486     | .863  |
| 2024      | 信濃      | 54    | 232   | 206   | 37    | 60    | 11       | 1        | 6        | 91    | 27    | 2     | 1        | 5     | 3     | 15    | -     | 3     | 32    | 3        | .291  | 344      | .442     | .785  |
| 通算：2年 | 通算：2年 | 117   | 508   | 453   | 77    | 140   | 24       | 7        | 11       | 211   | 69    | 7     | 1        | 8     | 6     | 34    | -     | 7     | 85    | 7        | .309  | .362     | .466     | .828  |

### 背番号
- 9 （2023年 - ）